# Los Pilares
Los Pilares es una localidad del municipio de Huamantla del Estado de Tlaxcala, México. La altura media es de 2 680 metros sobre el nivel del mar.
La población total de Los Pilares es de 1173 personas, de cuales 575 son masculinos y 598 femeninas; 593 son menores de edad y 580 adultos, de cuales 69 tienen más de 60 años.